# Shirley (filme de 2020)
Shirley é um filme de drama biográfico estadunidense de 2020, dirigido por Josephine Decker, a partir de um roteiro de Sarah Gubbins, baseado no romance de mesmo nome de Susan Scarf Merrell, em torno da vida real da romancista Shirley Jackson. O filme é estrelado por Elisabeth Moss como Jackson, com Michael Stuhlbarg, Odessa Young e Logan Lerman. Martin Scorsese atua como produtor executivo.
Shirley teve sua estreia mundial no Festival de Cinema de Sundance em 25 de janeiro de 2020, onde Decker ganhou um prêmio especial do júri. Foi lançado em 5 de junho de 2020, pela Neon e recebeu críticas positivas, com elogios ao desempenho de Moss.

## Elenco
- Elisabeth Moss como Shirley Jackson
- Michael Stuhlbarg como Stanley Edgar Hyman
- Odessa Young como Rose Nemser/Paula
- Logan Lerman como Fred Nemser[1]
- Victoria Pedretti como Katherine
- Orlagh Cassidy como Caroline
- Robert Wuhl como Randy Fisher

## Recepção
No Rotten Tomatoes, o filme tem uma classificação 88% com base em 188 avaliações, com uma classificação média de 7,49/10. O consenso crítico do site diz: "Elevada pelo excelente trabalho de Elisabeth Moss, Shirley presta homenagem ao legado pioneiro de sua protagonista com um filme biográfico que ignora os limites comumente aceitos da forma". No Metacritic, o filme tem uma pontuação média ponderada de 76 de 100, com base em 39 resenhas, indicando "críticas geralmente favoráveis".